# 塔拉 (鄂木斯克州)
56°54′N 74°22′E / 56.900°N 74.367°E
塔拉 （俄语：Та́ра）是俄羅斯鄂木斯克州北部的一個城市，位於州府鄂木斯克以北300公里的額爾齊斯河畔。2002年人口26,888人。
1594年建立。1782年設市。